# Gran Premi di automobilismo 1908
La stagione dei Gran Premi 1908 fu la terza stagione di Gran Premi di automobilismo. Una recessione economica internazionale ha colpito le corse automobilistiche con meno gare e schieramenti più piccoli. Tuttavia, di conseguenza, ha visto anche un aumento del numero di auto più piccole e corse di voiturette. Ciò ha dato una corsa serrata tra le squadre di Lion-Peugeot, Sizaire-Naudin e Delage . Entrambe le principali gare in Europa, la Targa Florio e il Gran Premio di Francia, sono state precedute da gare di voiturette di e, insieme alla Coupe des Voiturettes, gli onori sono stati condivisi tra questi tre produttori. La Targa Florio di quest'anno ha avuto uno schieramento più ridotto, ma di qualità. Vinse Vincenzo Trucco su Isotta-Fraschini grazie alla migliore affidabilità meccanica, dopo un duello serrato con le FIAT di Felice Nazzaro e Vincenzo Lancia.
Il Gran Premio di Francia ha avuto un grande schieramento e questa volta Christian Lautenschlager su Mercedes ha nuovamente negato ai piloti francesi la vittoria nella loro stessa gara. Felice Nazzaro vince la Coppa Florio per la FIAT.

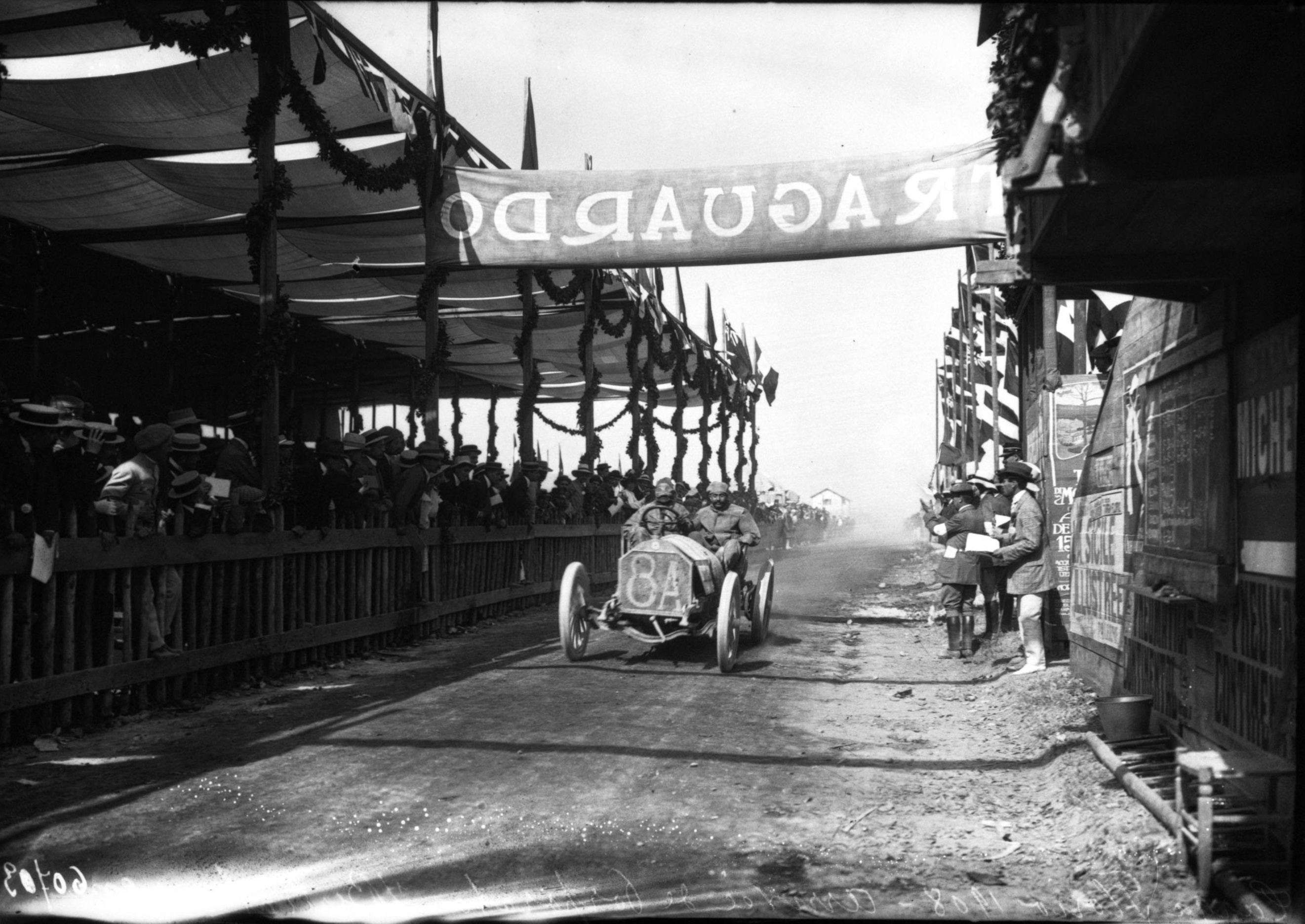
Jean Porporato alla Targa Florio del 1908

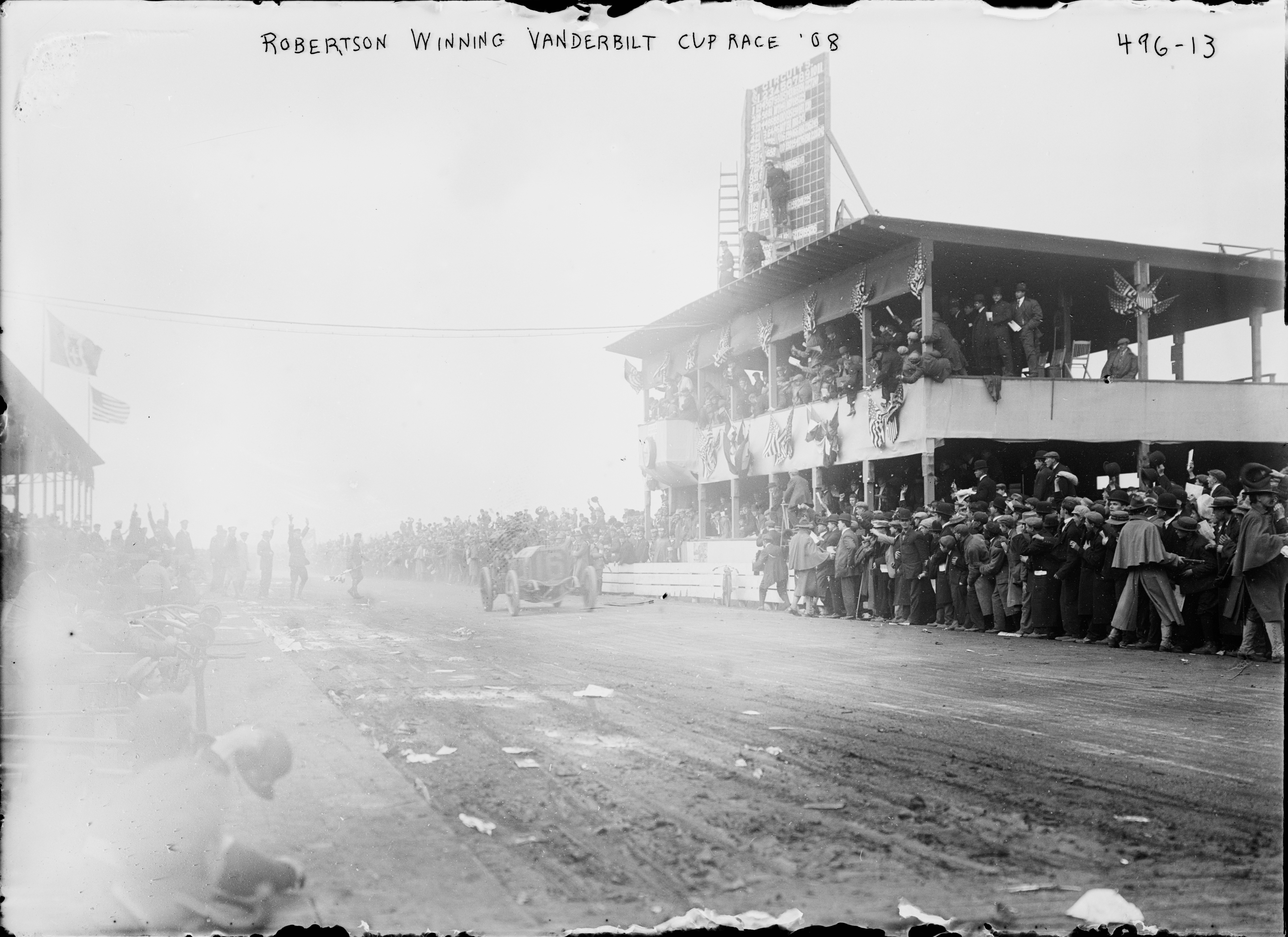
George Robertson vince la Vanderbilt Cup del 1908

## Grand Prix della stagione
Fonti:

### Grandes
| Nome                   | Circuito | Data     | Vincitore                | Auto     | Resoconto |
| ---------------------- | -------- | -------- | ------------------------ | -------- | --------- |
| Gran Premio di Francia | Dieppe   | 7 luglio | Christian Lautenschlager | Mercedes | Resoconto |

| Data         | Nome                         | Circuito                  | Regolamento           | Distanza                | Tempo  | Pilota           | Costruttore      | Resoconto |
| ------------ | ---------------------------- | ------------------------- | --------------------- | ----------------------- | ------ | ---------------- | ---------------- | --------- |
| 26 gennaio   | I Corsa Vetturette Torino    | Torino                    | Voiturette            | 180 chilometri (110 mi) | 4h 01m | Giosue Giuppone  | Lion-Peugeot     | Resoconto |
| 10 maggio    | II Corsa Vetturette Madonie  | Madonie                   | Voiturette            | 300 chilometri (190 mi) | 6h 32m | Giosue Giuppone  | Lion-Peugeot     | Resoconto |
| 18 maggio    | III Targa Florio             | Madonie                   | Targa Florio          | 445 chilometri (277 mi) | 7h 49m | Vincenzo Trucco  | Isotta Fraschini | Resoconto |
| 28 maggio    | I Copa Catalunya             | Sitges                    | Voiturette            | 250 chilometri (160 mi) | 4h 23m | Giosue Giuppone  | Lion-Peugeot     | Resoconto |
| 6 luglio     | I Grand Prix des Voiturettes | Dieppe                    | Voiturette            | 460 chilometri (290 mi) | 5h 46m | Albert Guyot     | Delage           | Resoconto |
| 15 agosto    | I Coupe de Normandie         | Caen                      | Voiturette            | 350 chilometri (220 mi) | 2h 49m | Marius Barriaux  | Alcyon           | Resoconto |
| 6 settembre  | IV Coppa Florio              | Bologna                   | AIACR                 | 530 chilometri (330 mi) | 4h 25m | Felice Nazzaro   | FIAT             | Resoconto |
| 7 settembre  | I Targa Bologna              | Bologna                   | Targa Florio          | 420 chilometri (260 mi) | 4h 01m | Jean Porporato   | Berliet          | Resoconto |
| 24 settembre | International Four-Inch Race | Four Inch Course          | RAC Four-Inch Formula | 340 miglia (550 km)     | 6h 43m | William Watson   | Hutton-Napier    | Resoconto |
| 27 settembre | III Coupe des Voiturettes    | Compiègne                 | Voiturette            | 400 chilometri (250 mi) | 5h 14m | Louis Naudin     | Sizaire-Naudin   | Resoconto |
| 24 ottobre   | IV Vanderbilt Cup            | Long Island Motor Parkway | AAA                   | 260 miglia (420 km)     | 4h 01m | George Robertson | Locomobile       | Resoconto |
| 26 novembre  | I American Grand Prize       | Savannah                  | AIACR                 | 400 miglia (640 km)     | 6h 11m | Louis Wagner     | FIAT             | Resoconto |

## Regolamento delle gare
Alla fine del 1907, in una riunione ad Ostenda, l'AIACR (antesignana della FIA ) aveva stabilito un nuovo regolamento per le corse automobilistiche. In appena 10 anni, le velocità massime sono aumentate drasticamente di quattro volte. Di solito la maggiore potenza proveniva da motori sempre più grandi, che ora si avvicinavano ai 20 litri, mentre il telaio diventava pericolosamente leggero e fragile. Così, l'AIACR ha derivato una formula da corsa internazionale basata su un alesaggio massimo del cilindro: 155 mm per i motori a 4 cilindri e 127 mm per i 6 cilindri. È stato inoltre applicato un peso minimo di 1100 kg (esclusi pneumatici, strumenti e liquidi) per rafforzare l'integrità strutturale. Hanno anche aperto la classe voiturette fino ai motori a 4 cilindri per incoraggiare ulteriormente lo sviluppo di auto più piccole. Per le voiturette, i limiti di alesaggio del cilindro corrispondenti erano rispettivamente di 65 mm (4 cilindri), 80 mm (2 cilindri) e 100 mm (1 cilindro).

## Riassunto della stagione
La Targa Florio ha aperto la stagione con uno schieramento di 9 iscritti. In una corsa serrata sulle sconnesse strade siciliane, le FIAT di Nazzaro e Lancia erano inizialmente in testa, ma quando si sono dovute fermare ai box è stato Vincenzo Trucco, subito dietro, a prendere il comando. Lo ha tenuto fino al traguardo, regalando all'Isotta-Fraschini la sua prima vittoria importante.
Il Gran Premio di Francia si è svolto ancora una volta sul circuito di 77 km della costa settentrionale francese a Dieppe. Sebbene questo fosse solo il terzo Gran Premio annuale, l'ente organizzatore, l'ACF, lo ha numerato come l'undicesimo Gran Premio di Francia, includendo retroattivamente le precedenti gare interurbane per aggiungere più prestigio alla corsa. La pista era ben fornita. I team avevano posti di servizio costruiti in una trincea divisa, da cui, successivamente, venne il termine “pit” (in inglese "fossa").
Si presentarono 48 vetture, di cui la metà di produzione francese. A sfidare le affermate Renault, Richard-Brasier, Clément-Bayard e Mors c'erano FIAT e Itala dall'Italia, Benz, Mercedes e Opel dalla Germania. Otto Salzer, sulla sua Mercedes, ha condotto il primo giro. Poi, quando è arretrato per problemi al motore, sono stati Nazzaro e Wagner (FIAT), Lautenschlager (Mercedes) e Hémery (Benz) a lottare per il comando. Le vetture francesi si ritirarono per problemi meccanici, così come le FIAT. Hémery è stato catturato da un sasso lanciato che gli ha fracassato gli occhiali e gli ha messo schegge di vetro negli occhi. Nonostante l'infortunio, ha insistito, avvicinandosi alla Mercedes. Anche se Lautenschlager ha dovuto rallentare per salvare le gomme, ha strappato la vittoria a Hémery, con René Hanriot terzo su un'altra Benz. La folla francese rimase molto scontenta.
Il giorno prima, un enorme schieramento di 64 vetture per lo più francesi aveva gareggiato per ò'inaugurale Grand Prix des Voiturettes. Albert Guyot aveva abbastanza carburante nella sua Delage per correre le quasi 6 ore di gara senza fermarsi. Quindi, quando le due Sizaire-Naudins in testa alla gara sono dovute rientrare ai box, ha potuto ottenere una comoda vittoria con un vantaggio di 16 minuti. Naudin è arrivato secondo seguito dalla Lion-Peugeot di Jules Goux e Georges Boillot. Nel corso dello stesso anno, alla Coupe des Voiturettes corsa a Compiègne, le Sizaire-Naudins avevano serbatoi di carburante più grandi, quindi ora potevano anche correre senza sosta. Naudin ha vinto davanti al suo comproprietario Sizaire, con Goux che è arrivato terzo.
Un importante raduno si è svolto su un circuito ad alta velocità a Bologna composto da due gare in due giorni, circa due mesi dopo il Gran Premio di Francia. La prima è stata la Coppa Florio su 10 giri, e quest'anno si è svolta per le vetture da Gran Premio, con tutte le vetture che hanno partecipato al Gran Premio. Notevole è stata l'assenza delle voci tedesche. Ferdinando Minoia ha condotto il primo giro su Lorraine-Dietrich ma poi ha avuto problemi nel secondo, cedendo il comando a Vincenzo Lancia su FIAT, che avrebbe però perso tempo intorno alla metà della corsa, finendo quinto, con il collega della FIAT Nazzaro che ha preso il comando e lo ha tenuto fino alla fine. Il giorno successivo si è svolta la Targa Bologna su 8 giri, per vetture Targa Florio. Ha attratto principalmente conducenti italiani. Nino Franchini (su Bianchi ) ha condotto i primi due giri ma si è ritirato al terzo, con il secondo posto Enrico Maggioni (su Zust ) pesantemente ritardato al terzo giro, dando il comando a Jean Porporato sulla sua Berliet che ha guidato costantemente per vincere. Entrambe le gare hanno avuto un forte tasso di logoramento e molti piloti hanno subito ritardi, principalmente a causa di problemi alle gomme sul circuito ad alta velocità.
Negli Stati Uniti c'era stato uno scisma tra l'Automobile Association of America (AAA) e l'Automobile Club of America (ACA). Il primo ha corso le gare della Vanderbilt Cup, ma queste erano state afflitte da uno scarso controllo della folla e la gara del 1907 era stata annullata di conseguenza. Fu ripristinato nel 1908 secondo le regole dell'AAA. Ciò ha sconvolto le squadre europee, che hanno boicottato la gara, e così l'ACA ha colto l'occasione per lanciare la propria gara: l'American Grand Prize, corsa secondo il regolamento AIACR e che si tiene il giorno del Ringraziamento, un mese dopo la Vanderbilt Cup.

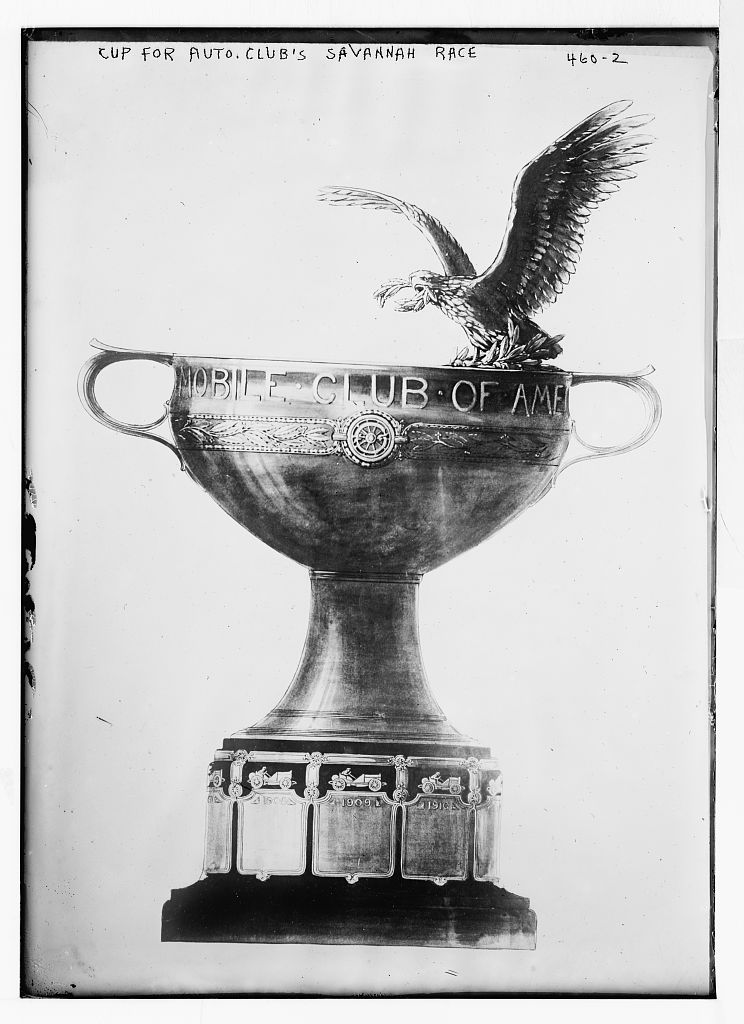
Trofeo del Gran Premio d'America

La gara si è svolta su un percorso di 25 miglia fuori Savannah,Georgia. Le strade erano in buone condizioni e il giorno della gara erano fiancheggiate da polizia armata e soldati per mantenere il controllo della folla. I venti partecipanti includevano i migliori piloti europei. La FIAT aveva Nazzaro e Wagner, con una terza vettura per l'italo-americano Ralph DePalma. Hémery e Hanriot sono stati inviati da Benz, così come Ferenc Szisz ( Renault ), Arthur Duray ( Lorraine-Dietrich ) e Alessandro Cagno (Itala). DePalma ha entusiasmato il pubblico locale prendendo il comando iniziale. Le vetture francesi e americane persero terreno rapidamente lasciando che fosse una gara tra FIAT e Benz. Hémery ha tagliato il traguardo per primo, ma è stato Wagner a vincere di un minuto dopo la correzione dei tempi.
Dopo il Gran Premio d'America, Henry Ford (nel comitato ACA) dichiarò che i produttori americani non potevano competere con le auto europee a meno che non iniziassero anche a costruire auto da corsa specializzate. Tuttavia, non poteva farlo da solo, poiché aveva appena iniziato a prepararsi per la produzione in serie della Model T.
Anche se le auto francesi hanno dominato le corse voiturette, nel 1908 non hanno vinto una sola gara nella categoria più grande. Con la crisi economica e prevedendo un difficile futuro, la Renault aveva deciso di abbandonare le corse automobilistiche. Alla fine dell'anno seguirono una dozzina di altri costruttori francesi e tedeschi, che in una lettera si impegnavano ad astenersi dalle corse automobilistiche per i prossimi tre anni a causa dell'aumento dei costi. È stato eseguito con una cauzione di 100.000 franchi francesi (equivalenti a circa 405 euro nel 2020) per ognuno, trattenuta per coloro che hanno violato l'accordo. Così, all'inizio del 1909, con solo nove iscritti l'ACF fu costretto ad annullare il Gran Premio.

### Altri eventi
Dopo aver sponsorizzato la grande gara da Pechino a Parigi nel 1907, quest'anno il quotidiano francese Le Matin ne ha organizzata una ancora più lunga da New York a Parigi, attraversando gli Stati Uniti fino all'Alaska prima di imbarcarsi per il Giappone e Vladivostok. Sei auto sono partite da Times Square il 12 febbraio. Dopo molte polemiche, la squadra americana su una Thomas Flyer è stata dichiarata vincitrice.